# Glider Lake
Der Lebed Lake (von englisch glider ‚Hängegleiter‘) ist ein dreieckiger, 500 m langer und bis zu 150 m breiter meromiktischer Salzwassersee an der Ingrid-Christensen-Küste des ostantarktischen Prinzessin-Elisabeth-Lands. Er liegt am Südufer der Taynaya Bay in den Vestfoldbergen und ist mit einer Tiefe von 9 m ein meromiktisches Gewässer.
Das Antarctic Names Committee of Australia benannte ihn 1995 nach seiner Form, die an einen Hängegleiter erinnert.